# 阿维盖尔·查韦斯
阿维盖尔·葆拉·查韦斯（西班牙語：Abigaíl Paola Chaves；1997年7月11日—），阿根廷女子足球运动员，司职守门员，目前效力于飓风竞技俱乐部和阿根廷国家女子足球队。她曾代表阿根廷参加2023年国际足联女子世界杯。